# Poligraf

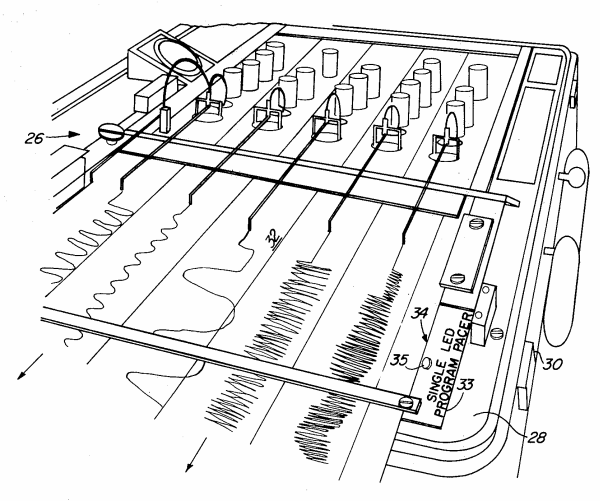
Schița unui poligraf.

Poligraful (denumit impropriu, dar în mod obișnuit, și detector de minciuni) este un dispozitiv care măsoară și înregistrează un număr de parametri fiziologici ai unui subiect uman, așa cum ar fi tensiunea arterială, pulsul, respirația și conductivitatea pielii, în timp ce acestuia i se pun o serie de întrebări. Se presupune că aceste măsurători sunt indicatori ai unei stări de anxietate care s-ar manifesta odată cu spunerea unui neadevăr. Cu toate acestea, dacă subiectul manifestă anxietate din alte motive sau își poate controla în mod voluntar nivelul anxietății, atunci măsurătoarea poate duce la rezultate total neconcludente sau chiar diametral opuse. Deoarece majoritatea celor specializați în domeniul științific de care ar aparține nu au putut fi convinși de faptul că ar avea întemeiere științifică, poligraful nu este considerat ca fiind un instrument științific, ci este considerat ca fiind parte a pseudoștiinței fiind „bazat pe premize naive și implauzibile”.

## Istoric
Ideea că minciuna produce efecte fiziologice colaterale este cunoscută din cele mai vechi timpuri. Spre exemplu, în Africa de Vest persoanele suspectate de crimă erau obligate să dea din mână în mână un ou în cadrul unui ritual. Acea persoană care spărgea oul era considerată vinovată pornind de la premiza că nervozitatea era cauza spargerii oului.
Originile poligrafului modern datează din anul 1913, când William Moulton Marston, un student la psihologie al Universității Harvard, a utilizat pentru prima dată valoarea presiunii sistolice ca metodă de detectare a minciunilor. Ulterior, în 1915, la terminarea studiilor, Marston a scris o lucrare despre acest subiect. A intrat la Harvard Law School, pe care a absolvit-o în 1918, republicând lucrarea sa despre detectarea minciunilor în 1917.
Un dispozitiv mai complex, care înregistra atât presiunea sanguină cât și reacția conductivității electrice a pielii a fost inventat de medicul John A. Larson, de la Universitatea din California, fiind folosit pentru prima dată de poliția din orașul Berkeley, California. Dispozitivul lui Larson a fost primul poligraf în sensul actual al termenului, deoarece dispozitivul lui Marston, menționat inițial, înregistra și vizualiza grafic un singur parametru.

## Raportul din 2003 alUnited States National Academy of Sciences
Acuratețea poligrafului a fost contestată încă din primele momente ale folosirii sale. În 2003, National Academy of Sciences (NAS) a redactat un raport intitulat Poligraful și detectarea minciunilor. NAS a arătat în acest raport că majoritatea studiilor legate de poligraf sunt de slabă calitate. Este semnificativ de remarcat că până în prezent nu s-a publicat nici un studiu științific care să prezinte dovezi convingătoare legate de validitatea testului poligraf. După ce au fost studiate și analizate numeroase studii despre acest subiect, NAS a identificat 57 dintre ele care „respectau rigoarea științifică”. Aceste studii concluzionau în esență că testarea cu un poligraf, legată de un anumit incident, „poate să recunoască adevărul cu o acuratețe mai bună decât norocul pur, dar totuși departe de perfecțiune”. Raportul mai concluzionează, de asemenea, că nivelul de acuratețe prezentat în aceste studii a fost probabil supraestimat, nivelul real întâlnit în condiții reale fiind sensibil mai mic.
Când dispozitivele poligraf sunt folosite ca instrumente de examinare și verificare (în chestiuni legate de siguranța națională sau în cadrul unor agenții de securitate, de exemplu), nivelul de acuratețe scade atât de mult încât „acuratețea sa în ceea ce privește delimitarea din cadrul celor testați a elementelor periculoase sau potențial periculoase nu este satisfăcătoare pentru a justifica utilizarea acestor tehnici în astfel de agenții.” Mai exact, NAS a extrapolat că, dacă testul poligraf ar avea un nivel de acuratețe de 90% (nivel care este doar ipotetic, nu și demonstrat), setat la un prag de detecție a 80% din cei vinovați, în cadrul unei testări pe un număr de 10.000 de angajați din care 10 ar fi spioni, 8 dintre spioni și 1598 dintre angajații onești ar pica testul.

## Folosirea în SUA
Conform unui raport către Congres al Comisiei Moynihan asupra secretului de stat, poligrafia în evaluarea informativă a lucrătorilor nu are valoarea de a detecta neadevărurile, ci în a-i face să se confeseze, pe post de instrument de recuzită folosit în cadrul procesului de interogare.
Testul cu detectorul de minciuni nu a trecut Testul Frye pentru a putea fi recunoscut ca probă în instanțele din SUA.

## În Europa

### În Germania
Curtea Federală de Justiție din Germania a hotărât că dovezile bazate pe poligraf sunt în mod inerent neconvingătoare și nu pot fi admise în tribunale. Cererile acuzării și/sau apărării de a efectua teste poligraf vor fi respinse în toate situațiile.

### În Olanda
Înaltul Consiliu olandez (instanța juridică națională cea mai înaltă) a respins folosirea poligrafului, considerându-l controversat datorită lipsei de încredere și contrar dreptului suspectului de a nu se autoacuza.:62ff

### În România
„A mai arătat instanța de apel că testarea sincerității inculpatului, cu testul poligraf, nu trebuie supraestimată în condițiile în care această tehnică, pe de o parte, nu face parte din mijloacele de probă prevăzute în art. 64 C. proc. pen., el neputând prezenta o certitudine privind vinovăția ori nevinovăția inculpatului, iar pe de altă parte, de cele mai multe ori, este imperfect, dependent de o multitudine de factori cum ar fi emotivitatea uneori crescută, nervozitate, deficiențe psihice, etc. Concluziile testului poligraf nu pot fi considerate ca furnizând probe, în sensul procesual al noțiunii, întrucât poligraful nu este, așa cum s-a arătat, mijloc de probă. Acestea pot fi valorificate, în planul unei soluții, doar în calitate lor de indicii care, coroborate, cu alte elemente de fapt conduc către o anume concluzie.”—Înalta Curte de Casație și Justiție, Decizia nr. 1894/2012